# Apacilagua
Apacilagua – gmina (municipio) w południowym Hondurasie, w departamencie Choluteca. W 2010 roku zamieszkana była przez ok. 9,6 tys. mieszkańców. Siedzibą administracyjną jest miejscowość Apacilagua.

## Położenie
Gmina położona jest w środkowej części departamentu. Graniczy z 6 gminami:
- Liure od północnego zachodu,
- Morolica od północnego wschodu,
- San Marcos de Colón od wschodu,
- El Corpus i Choluteca od południa,
- Orocuina od zachodu.

## Miejscowości
Według Narodowego Instytutu Statystycznego Hondurasu na terenie gminy położone były następujące miejscowości:
- Apacilagua
- La Albarrada
- La Garza
- Los Limones
- Los Mezcales
- Monte Grande
- San Felipe
- Somuina

## Demografia
Według danych honduraskiego Narodowego Instytutu Statystycznego na rok 2010 struktura wiekowa i płciowa ludności w gminie przedstawiała się następująco:
| Wiek       | 0–3   | 4–6 | 7–12  | 13–17 | 18–24 | 25–64 | 65+ | razem |
| Apacilagua | 1 019 | 793 | 1 607 | 1 135 | 1 200 | 3 267 | 568 | 9588  |
| Mężczyźni  | 561   | 408 | 845   | 607   | 654   | 1 624 | 289 | 4989  |
| Kobiety    | 458   | 385 | 761   | 528   | 546   | 1 642 | 278 | 4599  |